# Каліппів цикл
Каліппів цикл — практичне наближення найменшого спільного кратного для тропічного року й синодичного місяця для потреб сонячно-місячного календаря. Цей період складає 76 років і є поліпшенням 19-річного циклу Метона. Вперше запропонований давньогрецьким астрономом Каліппом близько 330 до н. е.
За століття до Каліппа, Метон виявив 19-річний цикл, що складався з 6940 діб. Цей цикл був майже кратним як синодичному місяцю (перевищував 235 місяців на 7,5 годин), так і тропічному рокові (перевищував 19 років на 6 годин). Якщо обчислити тривалість року за цим циклом, то виходить 6940/19≈325,26 діб (365 діб 6 годин 18 хвилин 56 секунд). Каліпп вирахував, що тривалість тропічного року має бути ближчою до 365,25 діб, тому він помножив 19-річний цикл на 4 і відняв одну добу. Вийшов цикл з 27759 діб, що триває рівно 76 років (по 365,25 діб) або приблизно 940 синодичних місяців, який і було названо на честь Каліппа. Оскільки синодичний місяць насправді триває 29 діб 12 годин 44 хвилини 3 секунди, а 27759/940 дорівнює 29 діб 12 годин 44 хвилини 25 секунд, то Каліппів цикл має похибку близько 22 секунд на місяць. Таким чином, помилка в одну сонячну добу, якщо вважати її тривалість незмінною, накопичиться аж за 311 років[джерело?].
Перший цикл Каліппа розпочався в день літнього сонцестояння 330 до н. е.[джерело?] (що відповідає 28 липня юліанського календаря) та застосовувався астрономами протягом деякого часу. Так, у Альмагесті Птолемея, наприклад, можна знайти (Almagest VII 3, H25), що 47-го року першого Каліппового циклу (283 до н. е.) зоряне скупчення Стожар було затемнене Місяцем.
Вдосконаленням Каліппового циклу є Гіппархів цикл.